# Produktivitet
Produktivitet är inom ekonomi måttet på det värde som produceras per enhet insatsfaktor. Det finns olika sorters produktivitet och ännu fler metoder för att mäta dessa. Den totala produktiviteten i dess enklaste form räknas ut genom att den totala produktionen divideras med den totala kvantiteten insatsfaktorer.
Produktivitet kan också syfta på produktiviteten mätt som produktionen per arbetad timme, dvs. arbetsproduktivitet.
Produktivitet är en avgörande faktor för företags och nationers ekonomiska prestation. En ökning av den nationella produktiviteten kan höja levnadsstandarden eftersom en ökning av inkomsten per capita förbättrar människors möjlighet att köpa varor och tjänster, njuta av fritid, förbättra boende och utbildning samt bidra till sociala och miljömässiga program. Produktivitetstillväxt kan också hjälpa företag att bli mer lönsamma.